# Hypancistrus debilittera
Hypancistrus debilittera är en fiskart som beskrevs av Armbruster, Lujan och Donald C.Taphorn 2007. Hypancistrus debilittera ingår i släktet Hypancistrus och familjen Loricariidae. Inga underarter finns listade i Catalogue of Life.